# Sigrid Engström
Sigrid Kristina Engström, född Molander 1 augusti 1863 i Klara församling, Stockholm, död 25 januari 1924 i Visby stadsförsamling, Gotlands län, var en svensk läkare och kommunalpolitiker. Hon var en av Sveriges tio första kvinnliga läkare, examinerad 1898 på Stockholms högskola. När hon började studera till läkare (ett yrke som även hennes far Johan innehade) var hon redan utbildad lärare. 

## Biografi
Engström blev den första kvinnliga läkaren som praktiserade på Gotland, där hon var verksam som barn- och kvinnoläkare mellan 1898 och 1916. Genom att hon var gift kvinna kunde hon nämligen inte få offentlig anställning. 1913 valdes hon till ledamot av Visby stadsfullmäktige och blev därmed den första kvinnan i detta sammanhang. Hon var även inspektor vid Visby flickskola. Dessutom var hon engagerad faster till två faderlösa pojkar, de sedermera inom film- och teaterlivet berömda bröderna Gustaf Molander och Olof Molander. Hon tvingades sluta arbeta 1916 efter ett slaganfall.
Sedan 1897 var hon gift med vice häradshövding Wilhelm Suno Engström (1865-1928); de är begravda på Östra kyrkogården i Visby.